# عصابة الرداء الأبيض (أنمي)
عصابة الرداء الأبيض هي عصابة خيالية توجد في مسلسل بوكيمون هدفها سرقة جميع البوكيمونات وخصوصا بيكاتشو للسطيرة على العالم وتتكون من 3 أفراد هم :
1. جيسي : فتاة وهي القائدة المدبره للخطط .[1][2][3]
2. جيمس : شاب وهو المساعد الأول لجيسي .
3. ميوث وهو قط ناطق يساعد جيسي وجيمس في أعمال الشر.

الاماني والهوايات : تحب جيسي التسوق والاكل والنوم ومشاهدة التلفاز والتزين والحفلات والاغاني اما جيمس فيحب الشهرة والمال.

## نبذة عن العصابة
كلفت العصابة اولا بسرقة البوكيمونات النادرة من مشفى البوكيمونات ثم لم تلبث ان اضيفت لها مهمة جديدة الا وهي سرقة البوكيمون بيكاتشو ثم توالت المهمات ومنها ان كلفت العصابة بأن تصبح في فرقة المناطيد الانتحارية ... وقد كادت العصابة ان تنجح في كثير من مهامها لكن وقوف أولائك الاطفال المزعجين في وجههم حال دون ذلك

## شعار العصابة
استعدوا للمشكلات..!!
المشكلات الكبيرة...!!
نحن نحب كل أطفال العالم..
ونزرع الورود في كل مكان..
اننا نكره الحقد ونزرع المحبة.
لتحقيق أحلامكم انضموا الى..
جيسي..
جيمس ..
انضموا إلى عصابة الرداء الأبيض
انضموا إلى عصابتنا او استعدو للقتال
انضموا .. انضموا...

## بوكيمونات العصابة
- ميوث: كان في السابق قط الزعيم المفضل لكنه تخلى عنه بسبب اخفاقه الدائم هو وجيسي وجيمس هو ذكي بعض الشيء ويستطيع الكلام ومن هجماته الخددش والعض.
- ايكانز: بوكيمون الزعيمة جيسي وهو ثعبان كما هو واضح وهو بوكيمون الزعيمة الاول للأسف ليس ذا قوة عالية لكنه مفيد بعض الاحيان من هجماته هجوم الالتفاف وهجوم الحفر.
- اربوك: هو ايكانز بعد ان تطور ويبدو قويا لكنه ضعيف بعض الشيء وهو قوي في الماء من هجماته الابر السامة والعض.
- كوفينج: هو بوكيمون جيمس الاول. تكمن قوته في الدخان الذي يطلقه يبدوا واضحا من الصورة انه ابله ومن هجماته سحب الدخان وضربة الرأس.
- ويزينج: هو كوفينج بعد ان تطور ويهو وقي بعض الشيء وهو عبارة عن 3 كوفينج ويبدو من الصورة انه على وشك الانفجار ومن هجماته هجوم الطين والانفجار.
- فيكتر بيل: هو بوكيمون جيمس ارسله الى احدى المركز لتطويره عندما كان ويبانبيل وتطور هناك وهو تقريبا اقوى بوكيمون لدى جيسي وجيمس من هجماته الورقة الحادة والبلع.
- لا يكيتنج: هو بوكيمون جيسي لم نشاهده كثيرا لكنه مجدي نفعا ضد اغلب البوكيمونات الا سايدك ومن هجماته ضربة الرأس واللحس.

## أعصاء أخرين من العصابة
- جيوفاني : رئيس العصابة كلها وهو شخصية غامضة جدا وهو بطل نادي السنبلة من بوكيموناته بريسين وميو تو وماتشامب و بولي وراث.

- كاسيدي وباتش : عضوان في عصابة الرداء الاسود لم نرهما الا في حلقات قليلة وكيسيدي كانت صديقة جيسي في ايام الطفولة ويعتبرهما الزعيم افضل من جيسي وجيمس ولديهما بوكيمون وحيد وهو راتاتا.

## روابط خارجية
- عصابة الرداء الأبيض